# Rusinów (Powiat Przysuski)
Rusinów ist ein Dorf sowie Sitz der gleichnamigen Landgemeinde im Powiat Przysuski der Woiwodschaft Masowien, Polen.

## Gemeinde
Zur Landgemeinde Rusinów gehören folgende Ortschaften mit einem Schulzenamt:
Bąków
Bąków-Kolonia
Brogowa
Gałki
Grabowa
Karczówka
Klonowa
Krzesławice
Nieznamierowice
Przystałowice Małe
Rusinów
Władysławów
Wola Gałecka
Zychorzyn
Weitere Orte der Gemeinde sind Jabłonna, Zychorzyn-Kolonia und Żurawiniec.